# Староабрамкино
Староабра́мкино — деревня в Колпашевском районе Томской области. Входит в состав Чажемтовского сельского поселения.

## История
Исторический населённый пункт южных селькупов (группа сюссыкум). Коренные жители юрт Абрамкиных – селькупы Тайгуловы, Аргесовы/Аргеевы/Аргаевы. В 1911 г.: 18 хозяйств – 7 селькупов и 66 русских.
Основана в 1846 году. В 1926 году деревня Старо-Абрамкина состояла из 72 хозяйств, основное население — русские. Центр Старо-Абрамкинского сельсовета Колпашевского района Томского округа Сибирского края.

## Население
| 1920 | 1926 | 2002 | 2010 | 2012 | 2013 | 2014 |
| ---- | ---- | ---- | ---- | ---- | ---- | ---- |
| 190  | ↗242 | ↘107 | ↘60  | ↘54  | →54  | ↘45  |
| 2015 | 2021 |      |      |      |      |      |
| ↘40  | ↘31  |      |      |      |      |      |